# 阿迪維爾 (伊利諾伊州)
阿迪維爾（英語：Addieville）是位於美國伊利諾伊州華盛頓縣的一個村落。

## 地理
阿迪維爾的座標為38°23′30″N 89°29′15″W / 38.39167°N 89.48750°W，而該地最高點為海拔高度143米（即469英尺）。

## 人口
根據2010年美國人口普查的數據，阿迪維爾的面積為2.57平方千米，當中陸地面積為2.57平方千米，而水域面積為0.00平方千米。當地共有人口252人，而人口密度為每平方千米98人。